# Scleria oligochondra
Scleria oligochondra là loài thực vật có hoa trong họ Cói. Loài này được Nelmes miêu tả khoa học đầu tiên năm 1956.